# Antonio Vázquez de Aldana
Antonio Vázquez de Aldana Fernández (ur. 9 października 1860 w Madrycie, zm. ?) – hiszpański strzelec, olimpijczyk.
Brał udział tylko w jednych igrzyskach olimpijskich – miały one miejsce w Antwerpii w 1920 roku. Jego nazwisko widnieje w wynikach dwóch konkurencji, obydwu drużynowych. Najwyższe miejsce (6. pozycja) zajął w drużynowym strzelaniu z pistoletu szybkostrzelnego.
Był najstarszym hiszpańskim olimpijczykiem na tych igrzyskach.

## Wyniki olimpijskie
| Igrzyska | Konkurencja                        | Wynik                | Miejsce    | Źródło |
| -------- | ---------------------------------- | -------------------- | ---------- | ------ |
| IO 1920  | Pistolet wojskowy, 30 m, drużynowo | 1224 punkty (druż.)  | 6 (na 9)   | [ 2 ]  |
| IO 1920  | Pistolet dowolny, 50 m, drużynowo  | 2010 punktów (druż.) | 12 (na 13) | [ 3 ]  |